# 沃利亞-多夫霍盧茨卡

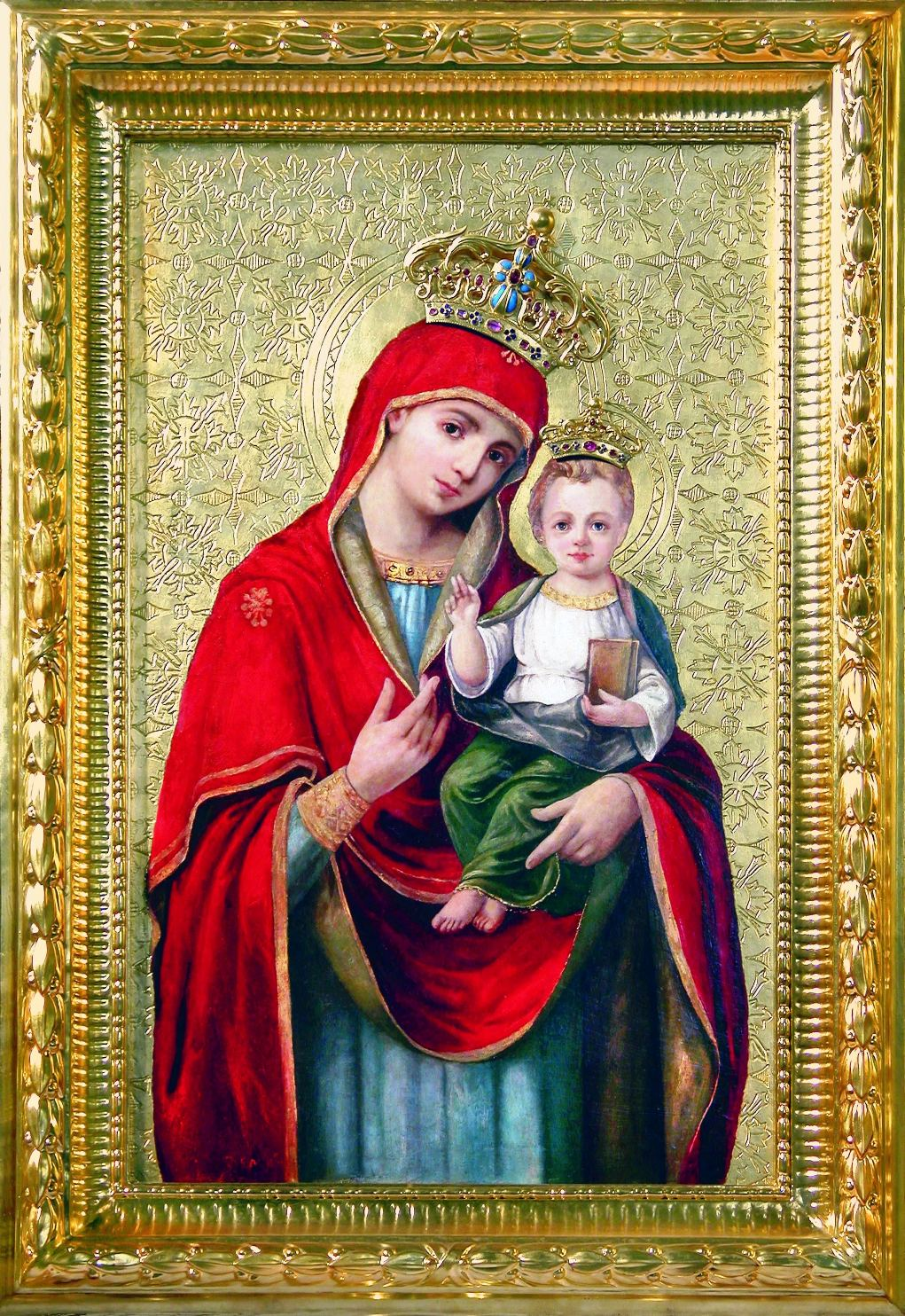
圣像

49°11′33″N 23°41′36″E / 49.19250°N 23.69333°E
沃利亞-多夫霍盧茨卡（烏克蘭語：Воля-Довголуцька），是烏克蘭的村庄，位於該國西部利沃夫州，由斯特雷區赫拉博韋茨-杜利貝市鎮負責管轄，始建於1445年，面積9.1平方公里，海拔高度348米，2001年人口497，人口密度每平方公里54.62人。